# IC 4045
IC 4045 — галактика типу E4 () у сузір'ї Волосся Вероніки.
Цей об'єкт міститься в оригінальній редакції індексного каталогу.